# Torbiel osierdzia

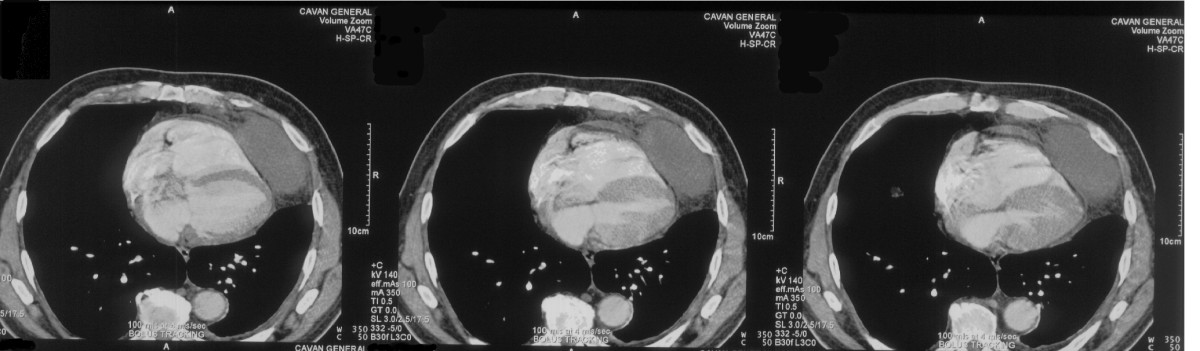
Torbiel osierdzia w tomografii komputerowej

Torbiel osierdzia (ang. pericardial cyst) – torbiel worka osierdziowego, rzadko będąca wadą wrodzoną, częściej zejściem stanu zapalnego (torbiele rzekome, otorbione wysięki) lub torbielą pasożyta (torbiele bąblowcowe). Częstość występowania szacuje się na 1:100 000.
Rozpoznawane są zazwyczaj przypadkowo w USG serca. Nie dają objawów i mogą pozostać nierozpoznane. Metodą leczenia jest nakłucie, aspiracja i wstrzyknięcie etanolu, ewentualnie wideotorakoskopowe lub otwarte wycięcie zmiany. Torbiele bąblowcowe osierdzia, tak jak w innych lokalizacjach, opróżnia się nakłuciem pod osłoną albendazolu a następnie sklerotyzuje etanolem lub azotanem srebra.